# Liste der Monuments historiques in Sainte-Flaive-des-Loups
Die Liste der Monuments historiques in Sainte-Flaive-des-Loups führt die Monuments historiques in der französischen Gemeinde Sainte-Flaive-des-Loups auf.

## Liste der Bauwerke
| Bezeichnung | Beschreibung                                      | Standort | Kennzeichnung | Schutzstatus | Datum | Bild |
| ----------- | ------------------------------------------------- | -------- | ------------- | ------------ | ----- | ---- |
| Herrenhaus  | Erbaut in der zweiten Hälfte des 15. Jahrhunderts | (Lage)   | PA00135562    | Inscrit      | 1995  |      |

## Liste der Objekte
- Monuments historiques (Objekte) in Sainte-Flaive-des-Loups in der Base Palissy des französischen Kultusministeriums